# Estrilda becgrossa sagnant
L'estrilda becgrossa sagnant (Spermophaga haematina) és un ocell de la família dels estríldids (Estrildidae).

## Hàbitat i distribució
Viu als clars del bosc i vegetació secundària del Senegal, Gàmbia, sud de Mali, sud-est de Guinea, Sierra Leone, Libèria, Costa d'Ivori, Ghana, Togo, Nigèria, sud del Camerun, Guinea Equatorial, el Gabon, República del Congo, Cabinda, sud de la República Centreafricana i nord-oest, nord, sud-oest, sud i est de la República Democràtica del Congo i nord-oest d'Angola.